# Emil Dimitrov
Emil Dimitrov, född 23 december 1940, död 30 mars 2005, var en bulgarisk popsångare som var populär under 1960-talet. Då var Emil Dimitrov och Lili Ivanova de stora inom Bulgarisk popmusik. Emil Dimitrovs mest kända låt är Moya Strana Moya Balgaria som betyder "Mitt land, mitt Bulgarien".
Emil Dimitrov föddes den 23 december 1940 i staden Pleven. Hans far Dimitar Dimitrov var en illusionist, känd i Bulgarien som Fakira Miti. Hans mor Anastasia var fransyska och när paret skilde sig återvände hon till Frankrike, där Emil besökte henne ofta.
Som student blev Emil Dimitrov intresserad av klassisk musik. Han började komponera sånger med sitt dragspel och uppträdde i skolan.
1960 debuterade han som artist med låten "Harlequino", som kom att markera en lång och framgångsrik karriär som popartisk, musiker och kompositör.
15 år senare, 1975, tilldelades den sovjetiska sångaren Alla Pugatjova Grand Prix av den internationella poptävlingen "Golden Orpheus-75" i Bulgarien för framförandet av låten "Harlequino" översatt till ryska av poeten Boris Barkas, och denna seger markerade början hennes framgång i Sovjetunionen och därefter.
Utanför Bulgarien var Dimitrov mest framgångsrik i Sovjetunionen och Frankrike. 1968 gav han en konsert på Dynamostadion i Moskva inför en publik på 80.000 människor.
1970 kom hans allra största succé, "Moya strana, moya Bulgaria" (Mitt land, mitt Bulgarien), som senare valdes till århundradets sång i Bulgarien och som numera räknas som landets inofficiella nationalsång.
Samma år skrev han ett kontrakt med det franska skivbolaget EMI Pathé-Marconi och gjorde en fransk version av "Moya strana, moya Bulgaria" som på franska fick titeln "Monica". Den såldes i över 500.000 exemplar och i Tyskland över 100.000 exemplar. Han gjorde även låten på tyska, spanska och italienska.
Dimitris "Julia" blev en stor hit i Europa 1972 och låg högt på många länders hitlistor. 
Under sin 39-åriga karriär spelade Emil Dimitrov in närmare 30 album, och har enligt amerikanska Billboard sålt över 40 miljoner skivor i länderna i Östeuropa och Sovjetunionen.
1999 drabbades Emil Dimitrov av en stroke.